# Ивердон ле Бен
Ивердон ле Бен (фр. Yverdon-les-Bains, итал. Yverdon-les-Bains) је град у западној Швајцарској. Ивердон ле Бен је други по величини град у оквиру Кантона Во.
Ивердон ле Бен је познат по изворима топле воде који су га претворили у важно бањско лечилиште у држави.

## Природне одлике
Ивердон ле Бен се налази у западном делу Швајцарске, од главног града Берна удаљен је 75 км југозападно.
Рељеф: Ивердон ле Бен је налази на прелазу из Швајцарске висоравни у област подножја планина Јуре. Град је смештен на јужном ободу Нешателског језера, на надморској висини од 430 метара.
Клима: Клима у Ивердону ле Бену је умерено континентална.
Воде: Ивердон ле Бен се налази на јужном ободу Нешателског језера.

## Историја
Подручје Ивердона ле Бена је било насељено још у време праисторије. У доба Старог Рима овде се развило веће насеље Ебуродунум (лат. Eburodunum) као стратешка тачка на укрштању путева.
У средњем веку овде се развило насеље мањег значаја око дворца породице Савоја. Тако је остало све до 16. и 17. века.
Током 19. века Ивердон ле Бен се почиње полако развијати и јачати економски. Ово благостање се задржало до дан-данас.

## Становништво
2010. године Ивердон ле Бен је имао 27.511 становника, од тог броја око 33% су страни држављани.
Језик: Швајцарски Французи чине већину града и француски језик је доминира у граду (82,6%). Међутим, градско становништво је током протеклих неколико деценија постало веома шаролико, па се на улицама града чују бројни други језици. Тако се данас ту могу чути и српскохрватски (3,9%), португалски (3,5%).
Вероисповест: Месно становништво је од 15. века протестантске вере. Међутим, последњих деценија у граду се знатно повећао удео других вера. И данас су грађани већином протестанти, али ту живе и мањински римокатолици, атеисти, муслимани и православци.

## Галерија слика
- Градски протестански храм
- Дворац
- Градско приобаље
- Староримске руине